# الحزب الديمقراطي الاشتراكي المغربي
الحزب الديموقراطي الاشتراكي هو حزب سياسي في المغرب.

## التاريخ
تأسّس الحزب في عام 1996 كجزء من منظمة العمل الديمقراطية الشعبية للتصويت على الاستفتاء الدستوري الذي عُقد في أيلول/سبتمبر 1996.
شاركَ الحزب في الانتخابات البرلمانية التي عُقِدت في 27 أيلول/سبتمبر 2002 حيث فَاز بست مقاعد من أصل 325 مقعدًا، كما شارك في الانتخابات البرلمانية التي عقدت في 7 أيلول/سبتمبر 2007 لكنّه لم يفز بأي مقعد.